# Austria en los Juegos Olímpicos de Lake Placid 1932
Austria estuvo representada en los Juegos Olímpicos de Lake Placid 1932 por un total de 7 deportistas que compitieron en 5 deportes.  

## Medallistas
El equipo olímpico austríaco obtuvo las siguientes medallas:
| Nombre        | Deporte            | Competición  |
| ------------- | ------------------ | ------------ |
| Oro           |                    |              |
| Karl Schäfer  | Patinaje artístico | Individual M |
| Plata         |                    |              |
| Fritzi Burger | Patinaje artístico | Individual F |
| Bronce        |                    |              |
| —             |                    |              |